# Adya
Adya ist ein 2006 gegründetes Klassik-Pop-Crossover-Projekt der belgischen Musiker Adriaan van Landschoot und Phil Sterman sowie des Dirigenten Edwig Abrath.

## Werdegang
Bereits die beiden ersten Alben Classic I und Classic II erreichten 2006 und 2007 Platz 1 der flämischen Albumcharts. 2011 kam es zu einem Joint Venture des Adya-Labels Mouse mit dem deutschen Label Starwatch Music, das den Sampler Adya Classic – Die größten Melodien aller Zeiten im Juli 2011 in Deutschland, in Österreich und der Schweiz veröffentlichte. Im August 2011 erreichte das Album Platz 1 der Schweizer Albumcharts und Platz 5 der deutschen Albumcharts. Adya verbindet bekannte klassische Melodien, darunter von Ludwig van Beethoven, Johann Sebastian Bach und Wolfgang Amadeus Mozart mit einem modernen Pop-Beat.
Adrian van Landschoot produzierte zuvor die Beiträge der belgischen Teilnehmer Dream Express („A Million in 1, 2, 3“, 1977) und Stella („Si tu aimes ma musique“, 1982) beim Eurovision Song Contest. 2001 gründete er mit dem Adrivalan Orchester sein erstes Klassikprojekt. Edwig Abrath war unter anderem Dirigent beim Orchester Royal Flanders Philharmonic, bei Il Novecento oder beim Emanon Ensemble. Im März 2012 wurden Adya in den Kategorien Newcomer International und Crossover für den ECHO nominiert. Im März 2013 erfolgte eine weitere Echo-Nominierung in der Kategorie Crossover.

## Diskografie

### Alben
| Jahr | Titel                                              | Höchstplatzierung, Gesamtwochen, AuszeichnungChartplatzierungen (Jahr, Titel, Platzierungen, Wochen, Auszeichnungen, Anmerkungen) | Höchstplatzierung, Gesamtwochen, AuszeichnungChartplatzierungen (Jahr, Titel, Platzierungen, Wochen, Auszeichnungen, Anmerkungen) | Höchstplatzierung, Gesamtwochen, AuszeichnungChartplatzierungen (Jahr, Titel, Platzierungen, Wochen, Auszeichnungen, Anmerkungen) | Höchstplatzierung, Gesamtwochen, AuszeichnungChartplatzierungen (Jahr, Titel, Platzierungen, Wochen, Auszeichnungen, Anmerkungen) | Anmerkungen                                                                                  |
| Jahr | Titel                                              | DE | AT | CH | BEF | Anmerkungen                                                                                  |
| ---- | -------------------------------------------------- | --- | --- | --- | --- | -------------------------------------------------------------------------------------------- |
| 2006 | Classic I                                          | — | — | — | BEF1 Platin · (32 Wo.)BEF | Erstveröffentlichung: Juli 2006 2008 als Top of Classic Vol. I in Deutschland veröffentlicht |
| 2007 | Classic II                                         | — | — | — | BEF1 Gold · (29 Wo.)BEF | Erstveröffentlichung: Juni 2007 nur in den Beneluxstaaten veröffentlicht                     |
| 2010 | Best Classic                                       | — | — | — | BEF8 (12 Wo.)BEF | Erstveröffentlichung: Januar 2010 nur in den Beneluxstaaten veröffentlicht                   |
| 2011 | Adya Classic – Die größten Melodien aller Zeiten   | DE5 Gold · (25 Wo.)DE | AT14 (12 Wo.)AT | CH1 Gold · (17 Wo.)CH | — | Erstveröffentlichung: Juli 2011 Verkäufe: +115.000                                           |
| 2012 | Adya Classic 2 – Die nächste Dimension der Klassik | DE4 Gold · (25 Wo.)DE | AT30 (14 Wo.)AT | CH6 (18 Wo.)CH | — | Erstveröffentlichung: Juni 2012 Verkäufe: +100.000                                           |
| 2013 | Adya Classic 3 – Opera                             | DE17 (12 Wo.)DE | AT23 (4 Wo.)AT | CH37 (9 Wo.)CH | BEF3 Gold · (38 Wo.)BEF | Erstveröffentlichung: 28. Juni 2013                                                          |
| 2013 | Adya & Manuel Palomo                               | DE23 (9 Wo.)DE | — | CH93 (1 Wo.)CH | BEF2 Gold · (34 Wo.)BEF | Erstveröffentlichung: 13. Dezember 2013 mit Manuel Palomo                                    |
| 2015 | Adya Classic Gold                                  | — | — | — | BEF3 (39 Wo.)BEF | Erstveröffentlichung: 26. Juni 2015                                                          |
| 2015 | Adya & Fadim                                       | — | — | — | BEF9 (18 Wo.)BEF | Erstveröffentlichung: 11. Dezember 2015 mit Fadim                                            |
| 2017 | Adya Classic 4                                     | — | — | — | BEF7 (14 Wo.)BEF | Erstveröffentlichung: 21. Juli 2017                                                          |

### Weitere Veröffentlichungen
- 2008: The Magical Sounds of the Classics
- 2008: Adya Classic Special
- 2008: Adya Classic TV